# Mandeville (Jamajka)
Mandeville – miasto w południowej Jamajce w hrabstwie Middlesex. Miasto jest stolicą regionu Manchester. W mieście znajduje się port lotniczy Mandeville-Marlboro.